# Talheim (Landkreis Heilbronn)
Talheim ist eine Gemeinde im Landkreis Heilbronn in Baden-Württemberg. Sie gehört zum Regionalverband Heilbronn-Franken (bis 20. Mai 2003 Region Franken) und zur Randzone der europäischen Metropolregion Stuttgart.

## Geographie

### Geographische Lage

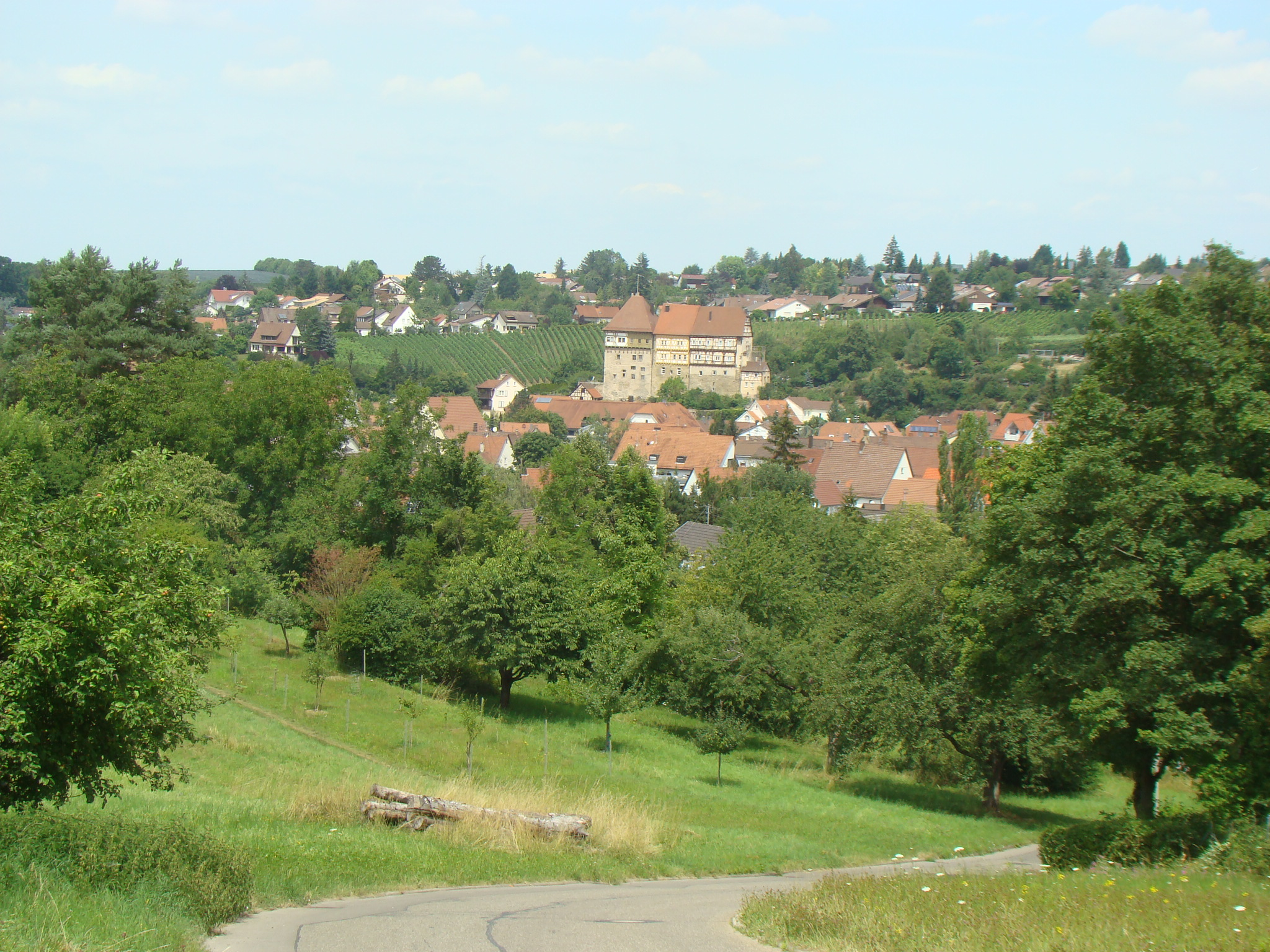
Blick auf Talheim

Talheim liegt im Süden des Landkreises Heilbronn am Neckar. Die Gemarkung grenzt im Norden an die Großstadt Heilbronn, im Süden an Lauffen am Neckar und wird von der Schozach, einem rechten Zufluss des Neckars, durchzogen. Nordöstlich des Ortes befindet sich der 285 m hohe Haigern, welcher neben dem südöstlich gelegenen 304 m hohen Sonnenberg die höchste Erhebung auf Talheimer Gemarkung ist. Die tiefste Stelle auf Talheimer Gemarkung liegt am Neckar auf 116,3 m.

### Nachbargemeinden
Nachbarstädte und -gemeinden Talheims sind (im Uhrzeigersinn, beginnend im Nordosten): Flein, Untergruppenbach, Ilsfeld, Lauffen am Neckar (alle Landkreis Heilbronn) und Heilbronn (Stadtkreis). Zusammen mit Flein bildet Talheim den Gemeindeverwaltungsverband „Flein-Talheim“ mit Sitz in Flein.

### Gemeindegliederung
Zu Talheim gehören keine weiteren Ortsteile, aber als Orte im geographischen Sinne die Höfe Haigern, Hohrain und Talheimer Hof sowie der Wohnplatz Rauher Stich.

### Gewässer

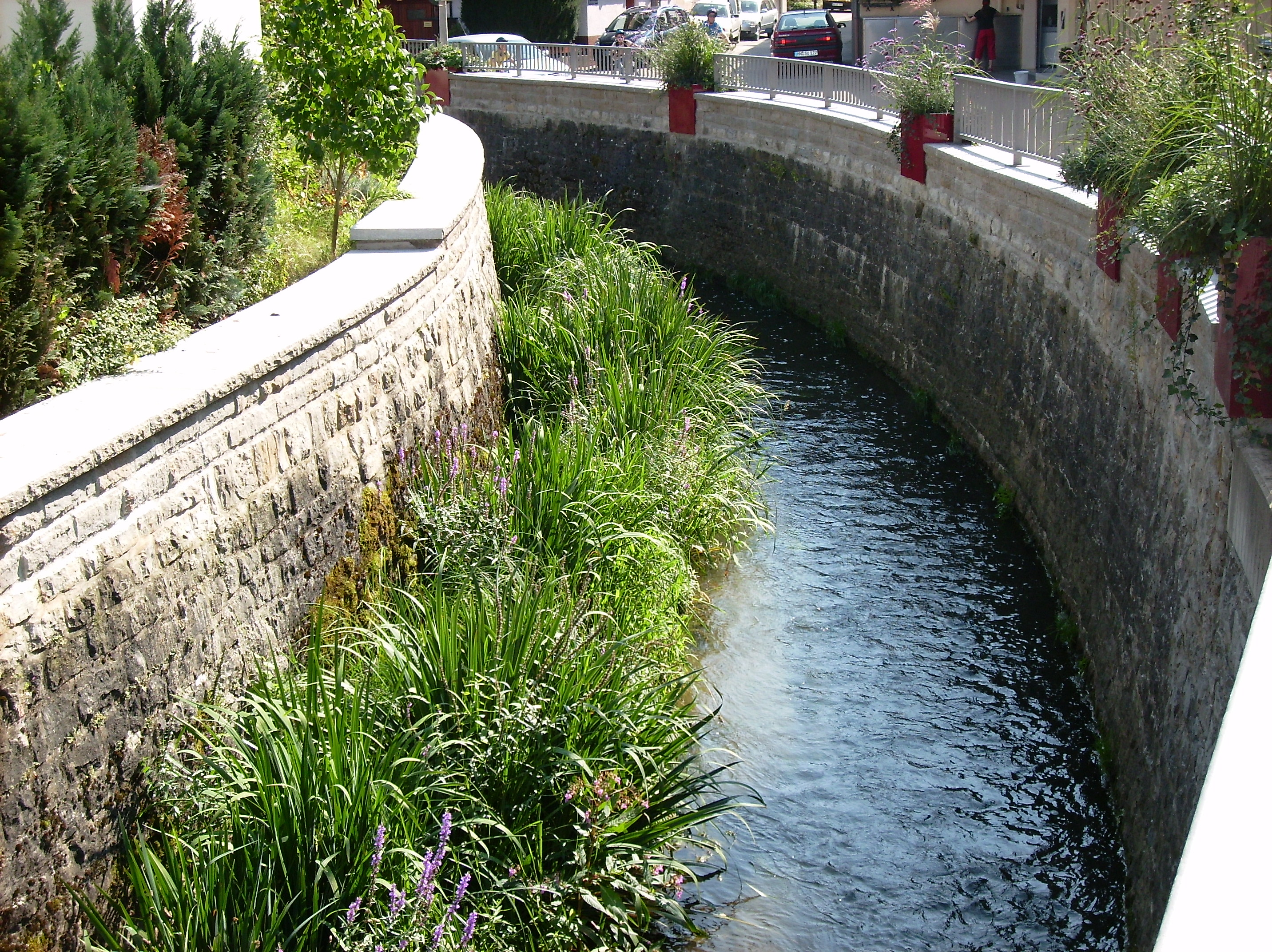
Die kanalisierte Schozach in Talheim

Der Tauchsteinsee südlich des Ortes am rechten Hügel neben der Schozach ist ein Grundwassersee in einem aufgelassenen Steinbruch, den der Talheimer Fischerverein als Angelgrund nutzt. An seinem Ufer findet seit den 1980er Jahren jährlich am 1. Weihnachtsfeiertag ein Gottesdienst der evangelischen Kirche statt. Östlich von Talheim ist im Tal des aus Richtung Untergruppenbach der Schozach im Dorf zulaufenden Frankelbachs der Frankelbachsee aufgestaut. Auch er dient dem Angeln. Im Westen reicht das Gemeindegebiet bis ans rechte Ufer des Neckars.

### Flächenaufteilung
Nach Daten des Statistischen Landesamtes, Stand 2014.

## Geschichte

### Frühe Besiedlung und erste Erwähnung

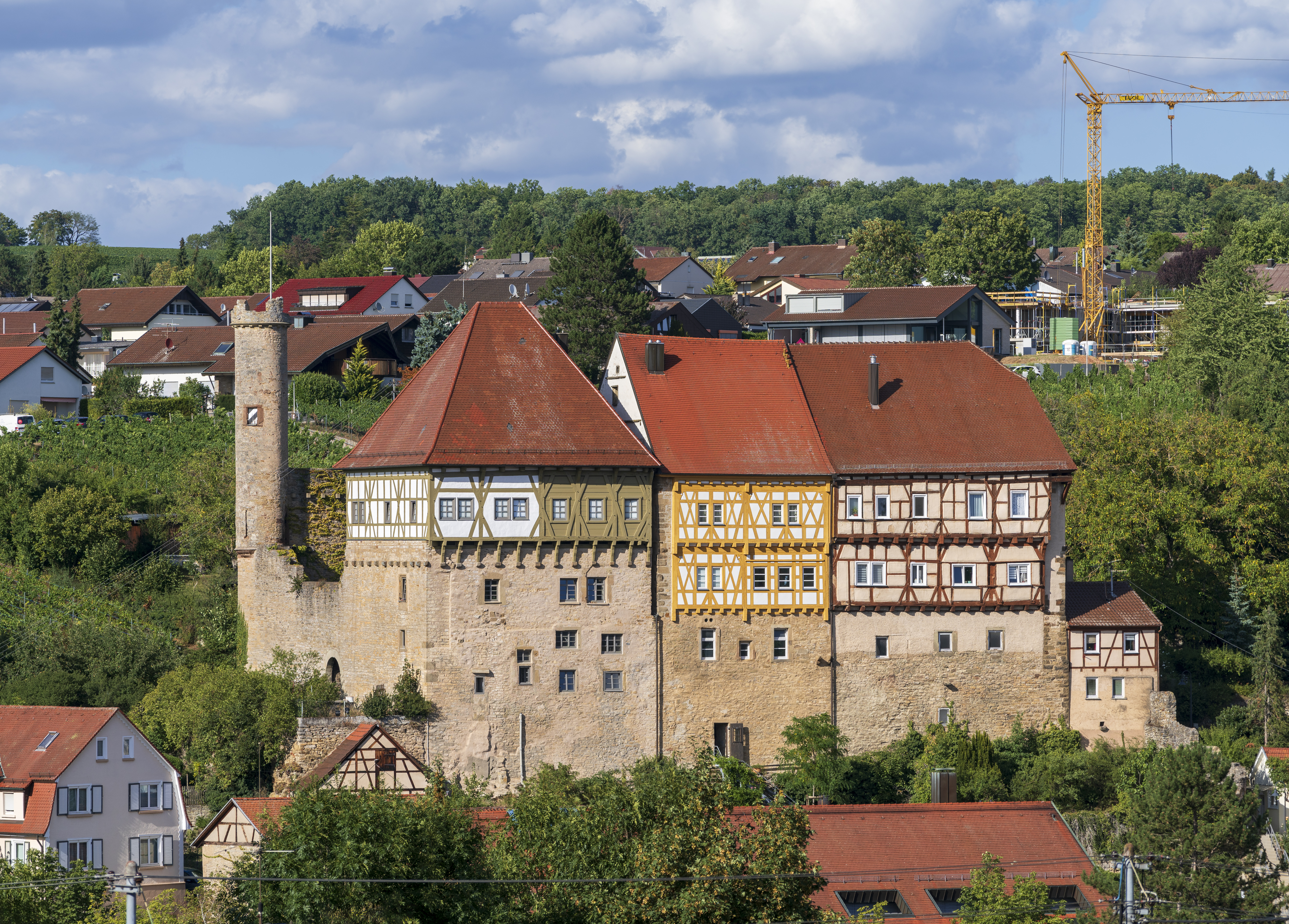
Obere Burg

Die Gemarkung Talheim war bereits in der Jungsteinzeit besiedelt. Skelett- und Keramikreste weisen auf eine Siedlung der Bandkeramiker um etwa 5000–4900 v. Chr. hin. 1983 wurden im Gewann Pfädle 34 Skelette jungsteinzeitlicher Menschen gefunden, die alle Spuren eines Kampfes aufwiesen. Dieser Kampf wurde seitdem als Massaker von Talheim bekannt, die Funde wurden mehrfach in Ausstellungen der Öffentlichkeit vorgestellt.
Bei Voruntersuchungen für den Bau eines Feuerwehrhauses wurden außerdem die Reste eines römischen Vicus im Gewann Steinäcker gefunden, sodass auf römische Besiedlung auf Talheimer Gemarkung in der Antike geschlossen werden kann.
Der Ursprung der heutigen Besiedlung Talheims datiert auf das 6. oder 7. Jahrhundert. Die Ortsnamensendung „-heim“ deutet auf eine Gründung im Zuge der fränkischen Landnahme hin. Erstmals urkundlich erwähnt wurde Talheim im Jahr 1230. Um diese Zeit wurde auch der durch Talheim führende Handelsweg von Heilbronn nach Cannstatt zur Reichsstraße erhoben.

### Reichsritterschaftliche Besitzverhältnisse
Die Ortsherrschaft war unter verschiedenen Ganerben aufgeteilt, die Teile des Ortes als Allod- oder Lehenbesitz besaßen. Bis ins 17. Jahrhundert sind die Herren von Talheim bezeugt, die in Talheim umfangreichen eigenen Besitz sowie würzburgische, hessische, brandenburgische und württembergische Lehen hatten. Neben den Herren von Talheim zählten zu den Ganerben ab 1453 auch die aus Feuerbach stammenden Herren von Frauenberg, ebenfalls schon im 15. Jahrhundert die Heilbronner Patrizierfamilie Laemmlin und ab 1499 der Deutsche Orden. Der Deutsche Orden konnte seinen Besitzanteil bis 1607 auf zwei Drittel des Ortes erhöhen, das letzte Drittel erwarben im 18. Jahrhundert die Herren von Gemmingen. Die Zehntrechte, verbunden mit der Unterhaltspflicht für die Kirchengebäude, lagen ursprünglich bei den Herren von Talheim, kamen 1597 an die Herren Echter von Mespelbrunn, später an die Herren von Dalberg und 1803 an die Fürsten von Löwenstein-Wertheim-Rosenberg.

### Württembergische Landgemeinde
1805 kam der zuvor in der Deutschordensballei Franken liegende Anteil Talheims an das Kurfürstentum Württemberg, im Folgejahr auch der Anteil der Herren von Gemmingen. Talheim kam dann als selbstständige Gemeinde zum Oberamt Heilbronn, welches im Zuge der neuen Verwaltungsgliederung des Königreichs Württemberg entstanden war. 1846 kaufte sich die Gemeinde per Ablösungsvertrag von den Zehntrechten frei. Nach 1848 kam es in Talheim wie auch in anderen Orten wegen der gescheiterten Revolution von 1848 sowie infolge von Missernten und Wirtschaftskrisen verstärkt zur Auswanderung. Die meisten Auswanderer aus Talheim wurden 1854 mit 43 Personen gezählt. Nach der Reichsgründung 1871 konsolidierten sich die wirtschaftlichen und politischen Verhältnisse, so dass es auch in Talheim zu einem wirtschaftlichen Aufschwung kam. Von dieser Prosperität künden zahlreiche in jener Epoche erbauten Gebäude wie das 1878/79 erbaute Rathaus, das 1880 erbaute evangelische Schulhaus, die 1886 erbaute katholische Kirche und das katholische Schulhaus von 1893. 1872 wurde die Freiwillige Feuerwehr Talheim gegründet.

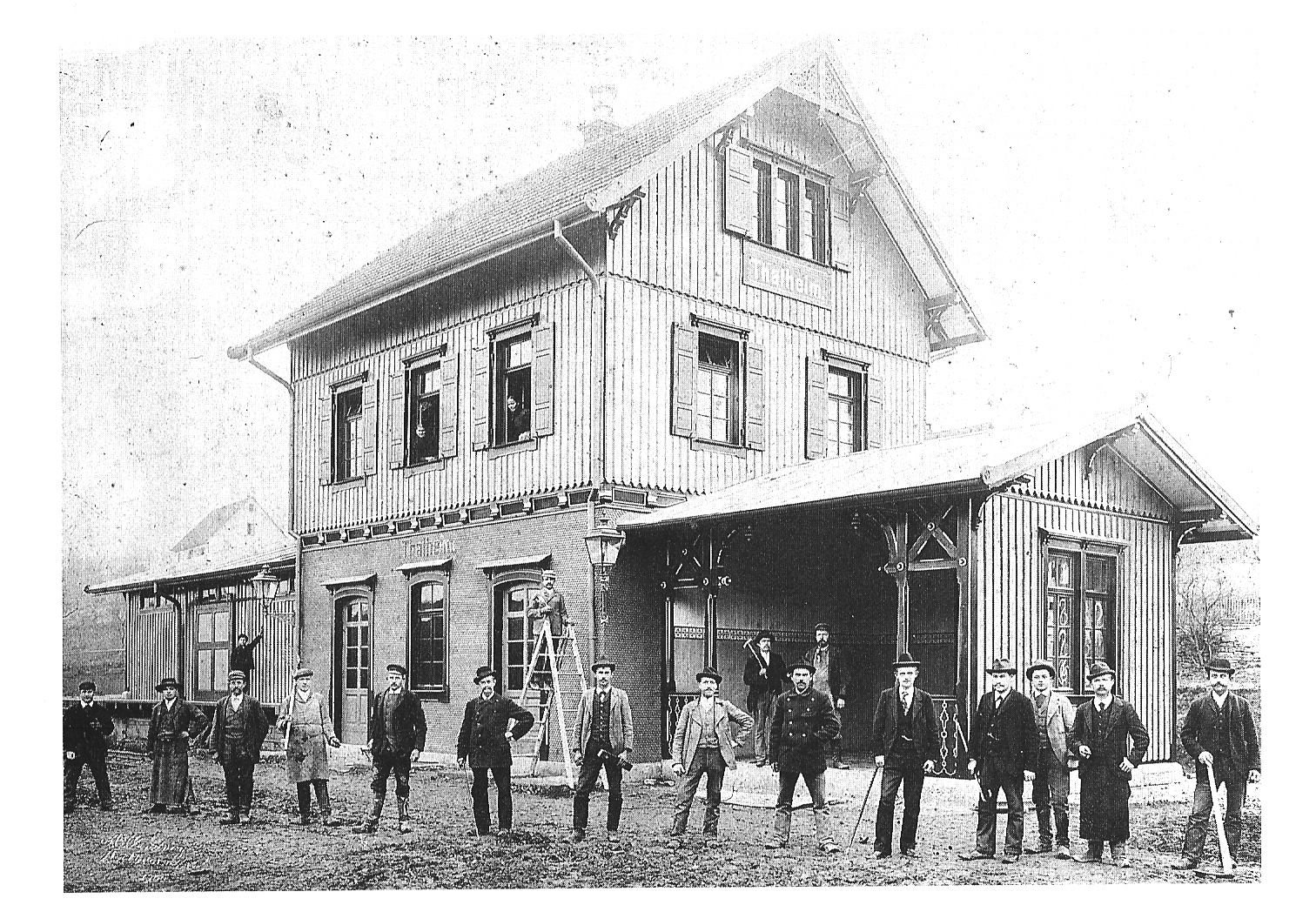
Bahnhof Talheim kurz vor Fertigstellung um 1900

Der um das Jahr 1900 etwa 1500 Einwohner zählende Ort war bis weit ins 20. Jahrhundert hinein überwiegend landwirtschaftlich geprägt, wobei die Schwerpunkte auf Kartoffel-, Obst- und Weinbau lagen. Wirtschaftliche Bedeutung hatten außerdem die örtlichen Steinbrüche sowie seit der Eröffnung der Bottwartalbahn im Jahr 1900 die Fabrikarbeit für Pendler in andere Orte. Gleichzeitig mit dem Bahnhof war auch eine Postagentur eröffnet worden, die sich im Lauf der Zeit zum Postamt entwickelte. Um 1980 gab der Platzbedarf des Postamts schließlich mit den Anstoß zur Errichtung des Dienstleistungszentrums am Standort der alten Kelter in der Ortsmitte.

Ansicht von Talheim (1903)

Um 1910 erhielt Talheim Anschluss an die Wasser- und Stromversorgung. 1910 ereignete sich außerdem ein Waldbrand, dem zwischen 30 und 40 Morgen des Gemeindewalds zum Opfer fielen. Während die Gemeinde vor dem Ersten Weltkrieg wirtschaftlich noch relativ gut gestellt war und sich unter anderem den Bau des Talheimer Hofs im Gemeindewald leisten konnte, kam es nach dem Krieg infolge der allgemeinen wirtschaftlichen Entwicklung zu Engpässen. Der Bau einer neuen Wasserleitung mit Pumpstation forderte erhebliche finanzielle Aufwendungen, außerdem herrschte um 1920 große Wohnungsnot, die in Talheim zur Beschlagnahmung von Wohnraum für Wohnungssuchende führte. Nach einer kurzen Phase der Erholung in den Jahren nach der Inflation bis 1923, in der unter anderem 1926 die Straßen im Altort im Wesentlichen ihre heutigen Namen erhielten und die Gemeinde mit über 20 Prozent der Einwohner in auswärtigen Erwerbsverhältnissen inzwischen die Kriterien für eine Arbeiterwohngemeinde erfüllte, bekam Talheim ab etwa 1930 die Auswirkungen der Weltwirtschaftskrise zu spüren. Zahlreiche Einwohner wurden arbeitslos, die Bezüge der Gemeindeangestellten wurden gekürzt, es herrschte weitgehend Armut.

### Zeit des Nationalsozialismus
Im Jahr 1933 vollzog sich wie überall auch in Talheim die sukzessive Machtübernahme durch die Nationalsozialisten. Der alte Gemeinderat wurde aufgelöst, ein neuer Gemeinderat trat am 5. Mai 1933 zusammen und wurde unter Ausschluss und Einschüchterung von Andersdenkenden mehrfach umbesetzt, bis ihm schließlich im Frühjahr 1934 nur noch NSDAP-Mitglieder angehörten. Der langjährige Bürgermeister Hans Helmer war seit längerem erkrankt und wurde am 27. Juni vom Amt abgelöst, er verstarb am 12. Juli 1933. Durch einen Erlass des Württembergischen Innenministeriums vom 10. November 1933 wurde der Verwaltungspraktikant Willy Gebhard zum neuen Ortsvorsteher ernannt. Ab dem Spätjahr 1936 nahm der Gemeinderat keine Mitbestimmung mehr wahr, vielmehr wurden Entscheidungen auf Gemeindeebene künftig durch „Entschließungen“ des Bürgermeisters getroffen.
Bei der Kreisreform, die sich während der NS-Zeit in Württemberg ergab, gelangte die Gemeinde Talheim 1938 zum neu umfassten Landkreis Heilbronn.
Die Talheimer Ortsgruppe der NSDAP hatte nur wenige Mitglieder und keinen übermäßigen Rückhalt in der Bevölkerung, so dass man die Gleichschaltung der Gesellschaft nur unter zahllosen Repressalien erwirken konnte. Nicht zuletzt hatte der Großteil der Einwohner ein ausgesprochen gutes Verhältnis zur rund 80 Personen zählenden Jüdischen Gemeinde Talheim, die durch die Nationalsozialisten bis 1941/42 völlig ausgelöscht wurde.
Während des Zweiten Weltkriegs waren verschiedentlich Kriegsgefangene bzw. Zwangsarbeiter in Talheim eingesetzt. Ein Teil der Kriegsgefangenen leistete Zwangsarbeit in den umliegenden Schotterwerken, andere waren örtlichen Landwirten als Erntehelfer zugeteilt. Einige Russen waren auch der Gemeinde als Dauerarbeiter zugewiesen.
Aufgrund der nahen Scheinanlage Brasilien hatte Talheim bereits in der frühen Phase des Zweiten Weltkriegs die häufige Gefahr von Luftangriffen zu erleiden. Der erste schwere Angriff ereignete sich in der Nacht vom 12. auf den 13. Oktober 1941, als etwa 30 Spreng- und 300 Brandbomben auf den Ort fielen, ohne jedoch große Zerstörungen an Gebäuden anzurichten. Als die Scheinanlage ihren Zweck verwirkt hatte, ließ die Häufigkeit der feindlichen Überflüge nach. Ab 1942 kamen Flüchtlinge aus gefährdeteren Gegenden in Talheim unter, darunter ein Kindertransport aus dem Ruhrgebiet. Als sich im Jahr 1944 die Luftangriffe auf umliegende Orte mehrten, verließen die meisten Flüchtlinge Talheim wieder. An ihre Stelle traten ab September 1944 Flüchtlinge aus Heilbronn, die nach den Luftangriffen auf Heilbronn obdachlos geworden waren. Die größten Zerstörungen ereigneten sich in den letzten Tagen des Krieges beim Näherrücken der Front, als Anfang April 1945 alle Brücken in Talheim gesprengt wurden und am 13. April der Ort zum Ziel starken US-amerikanischen Artilleriebeschusses wurde. Mit der Besetzung durch amerikanische Truppen am 14. April und dem Abklingen letzter Gefechte in der Umgebung in den Folgetagen war für Talheim der Zweite Weltkrieg beendet.

### Talheim nach dem Zweiten Weltkrieg

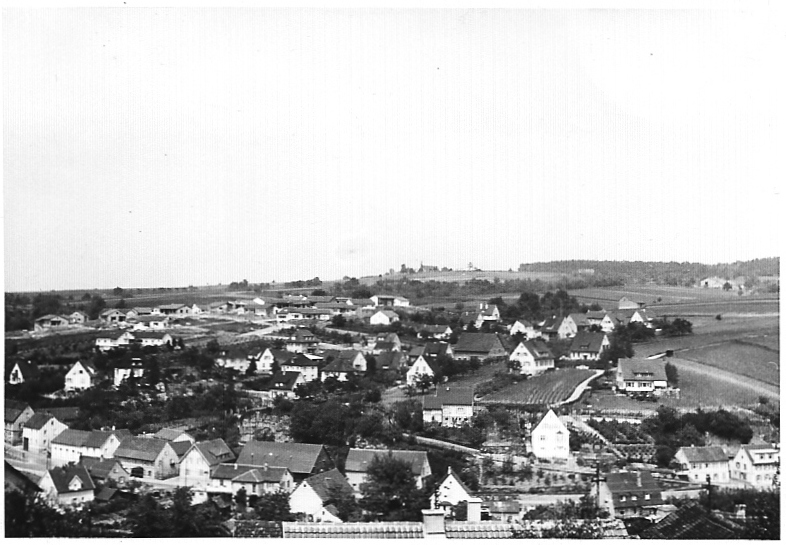
Talheim 1962. Zu sehen ist das damalige Neubaugebiet Hundsberg, im Hintergrund der Haigern.

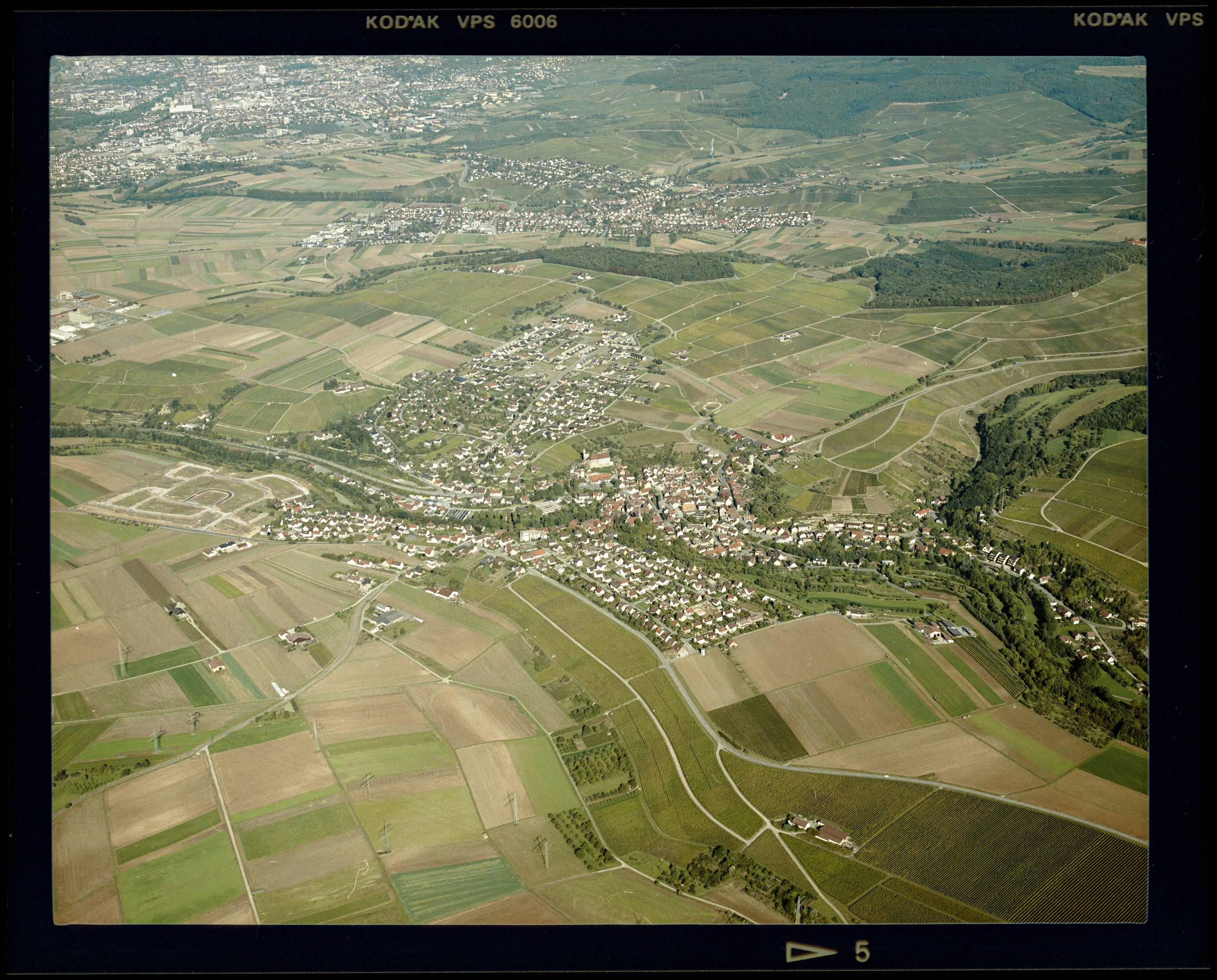
Luftbild von Talheim (1983)

1945 bis 1952 befand sich Talheim im Nachkriegsland Württemberg-Baden, das 1945 in der Amerikanischen Besatzungszone gegründet worden war. 1952 kam die Gemeinde zum neuen Bundesland Baden-Württemberg.
Die unmittelbare Nachkriegszeit bis zur Währungsreform 1948 war insbesondere von Lebensmittelknappheit und dem Neuaufbau der kommunalen Selbstverwaltung geprägt. Daraufhin entstanden, beginnend mit einem ersten Siedlungsprogramm von 1949, mehrere Neubaugebiete, darunter 1964 das Gebiet Mühläcker I und 1969 die Besiedlung am Hundsberg. Eine in den 50er Jahren entdeckte Mineralquelle in der Nähe des Frankelbachsees führte zum Bau von Pumpenanlagen und eines Tretbeckens. Die Gemeinde machte sich Hoffnung auf die Verleihung des Zusatzes „Bad“ und die Entwicklung zu einem Kurort. Als jedoch in den 60er Jahren Kolibakterien im Wasser entdeckt wurden, war das Thema beendet.
Im Jahr 1966 wurde eine neue Schule erbaut, die neue Ortskanalisation angelegt und die Wasserversorgung geregelt. Weiterhin erfolgte eine Reb- und Flurbereinigung, und im Rauhen Stich wurde ein Industriegebiet neu ausgewiesen. 1952 wurde ein neues Schulhaus im Gewann Hofwiesen erbaut, 1966 in unmittelbarer Nachbarschaft ein weiteres Schulgebäude samt Musikpavillon. Im Zuge der Umgestaltung der Ortsmitte wurde 1955 bis 1957 die Schozach verlegt, um Platz für Parkplätze und Straßen zu schaffen. Dabei wurde sie auch kanalisiert, um die regelmäßigen Überflutungen der Ortsmitte zu verhindern. Die Ufermauern wurden 2007 im Zuge von Maßnahmen zum Schutz vor einem Jahrhunderthochwasser nochmals um einen Meter erhöht.
Verhandlungen über eine freiwillige Eingemeindung in die Stadt Heilbronn im Zuge der laufenden Gemeindereform wurden 1973 zugunsten der Gründung des Gemeindeverwaltungsverbandes „Flein-Talheim“ beendet, der Talheim und der Nachbargemeinde Flein die Erhaltung der Selbstständigkeit ermöglichte. 1983 wurde ein neues Dienstleistungszentrum am Platz der alten Kelter eröffnet, in dem sich auch das Rathaus befindet. Im April 2003 brannte das 1952 erbaute Schulhaus ab und wurde 2006 durch einen Neubau an selber Stelle ersetzt.

### Religionen
In Talheim gibt es eine eigene evangelische Kirchengemeinde und (gemeinsam mit Nachbargemeinden) eine katholische Kirchengemeinde. Im Jahr 2004 waren 2076 Einwohner evangelisch, 1523 katholisch. Bis 1942 gab es in Talheim eine bedeutende jüdische Gemeinde, die im 18. Jahrhundert aus dem Zuzug mehrerer Familien aus Horkheim entstand. 1793 wurde im Innenhof des Oberen Schlosses eine Synagoge errichtet. 1849 wurde die Jüdische Gemeinde Talheim selbstständige Religionsgemeinde innerhalb des Rabbinats Lehrensteinsfeld und erwarb 1857 ein eigenes Schulhaus. Während der Zeit des Nationalsozialismus wanderten Gemeindemitglieder entweder aus oder wurden deportiert; die Synagoge wurde nach der Reichspogromnacht zerstört und nach ihrem Einsturz, bedingt durch einen Blitzeinschlag, 1952 abgerissen. Eine Gedenktafel an der Burg erinnert seit 1983 an dieses Geschehen.
| Evangelische Pfarrer (Liste unvollständig) - Julius Krais (1833 bis 1847) - Viktor Ludwig Hartmeyer (1870 bis 1885) - Otto Reinwald (1906 bis 1922) - Fischer (um 1934) - Traub (um 1937) - Ernst Mayer (1950er Jahre) - Martin Kruse (1960er Jahre) - Ernst Eitel (ab 1967) - Dieter Richter (1980er Jahre) - Dieter Röll (1980er–1993) - Heidi Buch (bis 2000) - Johannes Adolph (2001–2016) - Albrecht Schwenk (seit 2016) | Katholische Pfarrer - Ignaz Holderied (1823–1835) - Albrecht Michler (1838–1841) - Franz Trüb (1842–1861) - Konstantin Frey (1864–1909) - Theodor Ritter (1910–1923) - Adolf Fütterling (1923–1950) - Paul Haug (1950–1972) - Richard Leiter (1973–1985) - Bernhard Weber (1985–2010) - Michael Donnerbauer (seit 2010) |

### Einwohnerentwicklung
| Jahr | Einwohner |
| ---- | --------- |
| 1861 | 1349      |
| 1865 | 1422      |
| 1939 | 1499      |
| 1950 | 2012      |
| 1960 | 2490      |
| 1970 | 3204      |
| 1980 | 3420      |
| 1990 | 3902      |
| 1995 | 4047      |
| 1998 | 4446      |

| Jahr | Einwohner |
| ---- | --------- |
| 1999 | 4527      |
| 2000 | 4663      |
| 2001 | 4709      |
| 2003 | 4740      |
| 2005 | 4735      |
| 2006 | 4749      |
| 2007 | 4792      |
| 2008 | 4830      |
| 2009 | 4814      |
| 2010 | 4820      |

| Jahr | Einwohner |
| ---- | --------- |
| 2011 | 4803      |
| 2012 | 4839      |
| 2013 | 4884      |
| 2014 | 4917      |
| 2015 | 4918      |
| 2018 | 4962      |

## Politik

### Gemeinderat

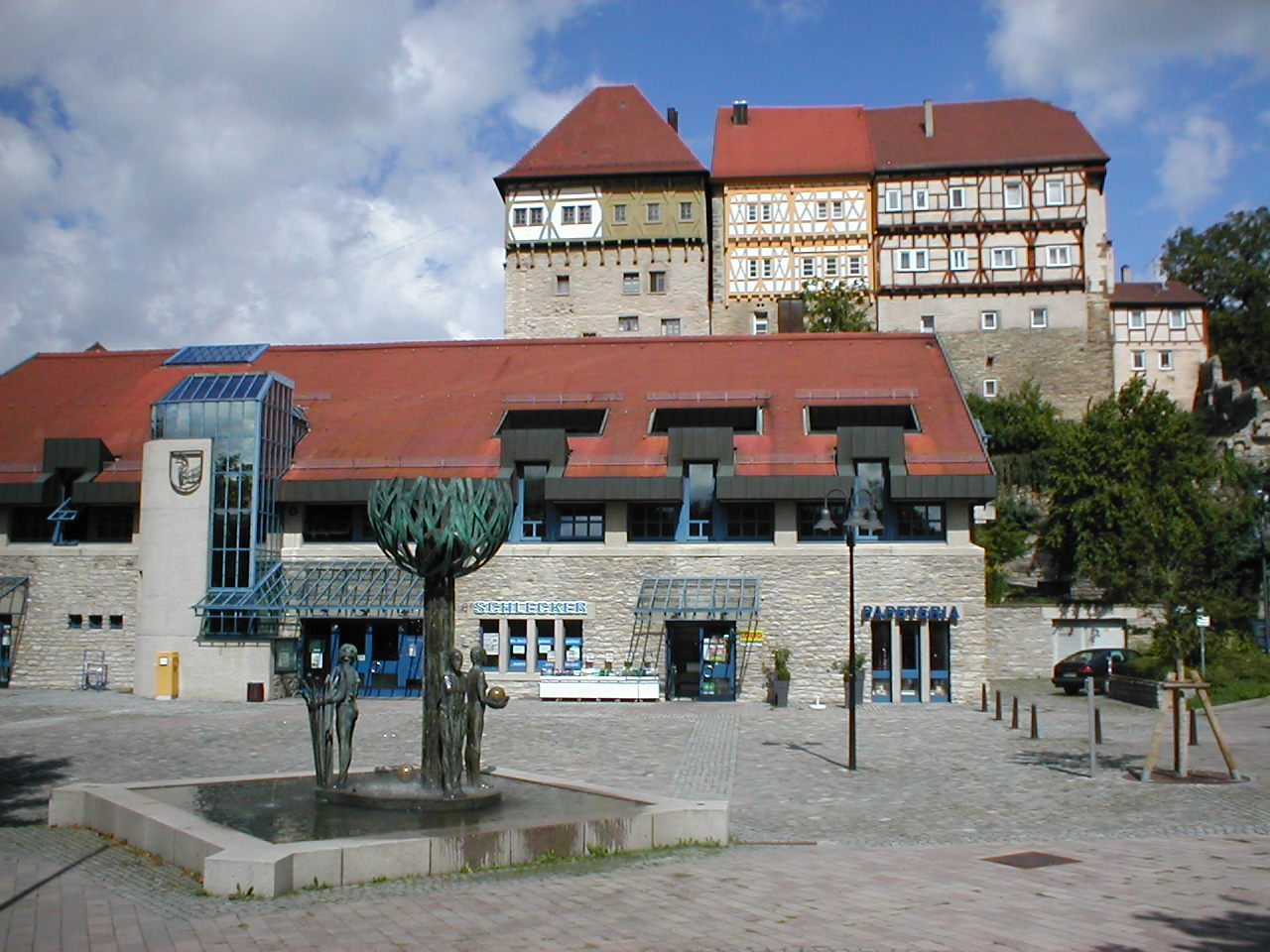
Rathausplatz mit Dienstleistungszentrum, darüber das Obere Schloss

Der Gemeinderat in Talheim besteht aus den 14 gewählten ehrenamtlichen Gemeinderäten und dem Bürgermeister als Vorsitzendem. Der Bürgermeister ist im Gemeinderat stimmberechtigt.
Die Kommunalwahl am 9. Juni 2024 führte zu folgendem Endergebnis.
| Parteien und Wählergemeinschaften | Parteien und Wählergemeinschaften           | % 2024  | Sitze 2024 | % 2019 | Sitze 2019 |
| BIT                               | BürgerInteressen Talheim                    | 37,02   | 5          | 35,7   | 5          |
| CDU                               | Christlich Demokratische Union Deutschlands | 33,77   | 5          | 31,3   | 4          |
| FWT                               | Freie Wähler Talheim                        | 29,21   | 4          | 33,0   | 5          |
| gesamt                            | gesamt                                      | 100,0   | 14         | 100,0  | 14         |
| Wahlbeteiligung                   | Wahlbeteiligung                             | 68,21 % | 68,21 %    | 67,4 % | 67,4 %     |

### Bürgermeister
Bei der letzten Bürgermeisterwahl am 8. November 2009 erzielte Amtsinhaber und Alleinkandidat Rainer Gräßle eine Zustimmung von 96,6 % bei einer Wahlbeteiligung von 40,5 %.
| Name                   | Zeitraum  |
| ---------------------- | --------- |
| Karl Friedrich Bickart | 1837–1854 |
| Karl David Bayha       | 1854–1872 |
| Friedrich Münzing      | 1872–1909 |
| Hans Helmer            | 1909–1933 |
| Wilhelm Gebhardt       | 1933–1944 |
| Carl Wahl              | 1945–1946 |
| Robert Ehrenfried      | 1946–1977 |
| Hans-Jörg Apprich      | 1977–2002 |
| Rainer Gräßle          | seit 2002 |

### Finanzen
Betrugen die Schulden Talheims am 31. Dezember 1989 noch 2.085.134,48 DM (etwa 1 Million Euro), konnten diese mit der Zeit sukzessive reduziert werden, sodass die Gemeinde seit dem 31. März 2011 offiziell schuldenfrei ist.

### Wappen und Flagge

Wappen Talheims

Die Blasonierung des Talheimer Wappens lautet: In Silber ein aus dem linken Schildrand hervorbrechender, rot bekleideter rechter Unterarm, in der Hand ein schwarzes Rebmesser (Hape) haltend. Die Flagge der Gemeinde ist Schwarz-Weiß.
Das Wappenbild der Hand mit dem Rebmesser ist seit 1550 auf Talheimer Siegeln nachweisbar; in einem Siegel des 17./18. Jahrhunderts ist der Wappenschild zusätzlich mit Sternen und einer Blume bestreut. Auf Marksteinen des 18. Jahrhunderts sind als Fleckenzeichen ebenfalls ein oder zwei gekreuzte Rebmesser zu finden. Um 1903 erscheint in den Siegeln ein anderes Wappen mit zwei württembergischen Hirschstangen unter einer fünfbogigen Brücke, die die Brücke über die Schozach symbolisieren sollte. 1930 nahm Talheim das alte Wappen unter Nachbildung eines Siegels von 1746 wieder auf. Nach dem Zweiten Weltkrieg wurde das Wappen vereinfacht, aus dem Rebmesser wurde dabei fälschlicherweise eine Sichel, was 1961 auf Vorschlag der baden-württembergischen Archivdirektion wieder korrigiert wurde. Die Wappenfarben gehen auf einen Vorschlag der Archivdirektion von 1927 zurück. Am 15. März 1963 bestätigte das baden-württembergische Innenministerium das Wappen und verlieh die Flagge.

### Partnergemeinde
Partnergemeinde Talheims ist seit 1965 Soultzmatt im Elsass (Département Haut-Rhin) in Frankreich.

## Kultur und Sehenswürdigkeiten

### Bauwerke

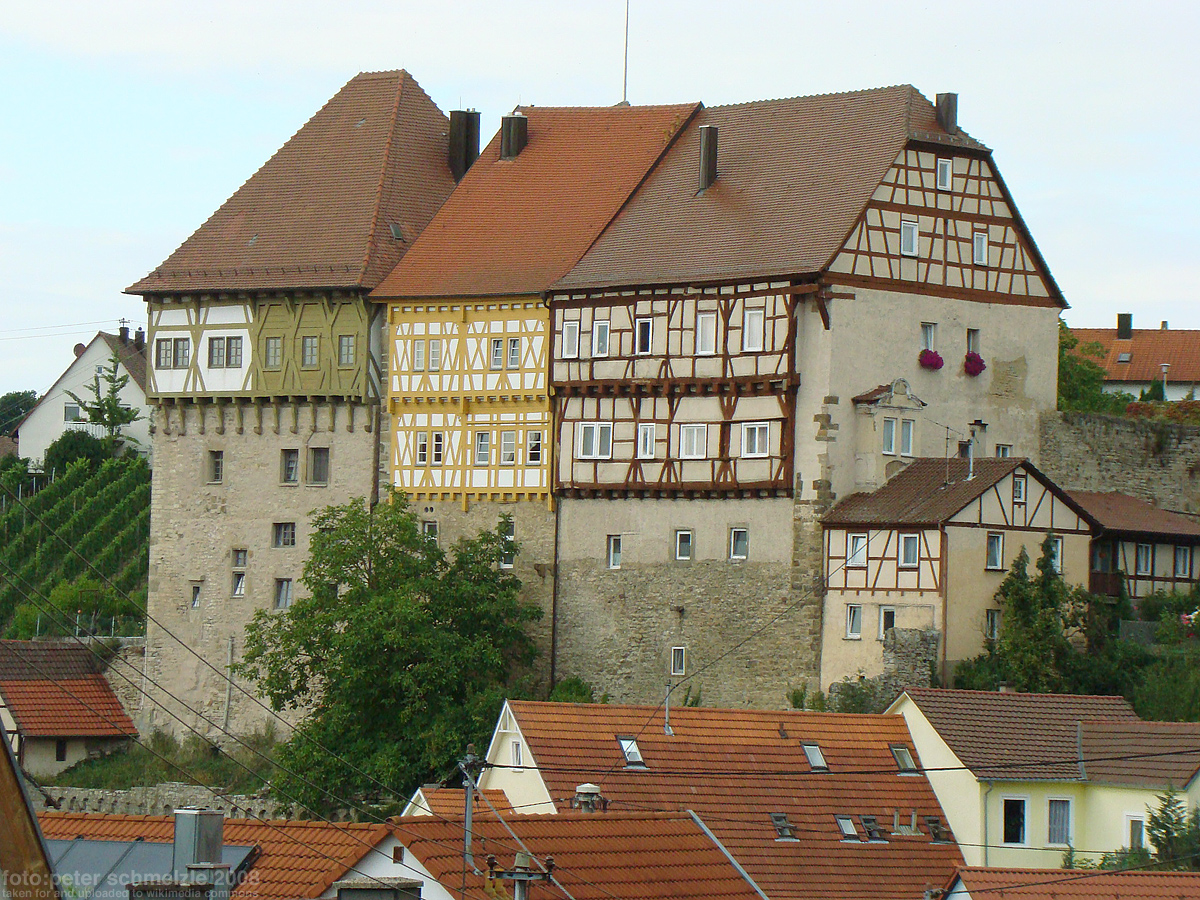
Oberes Schloss

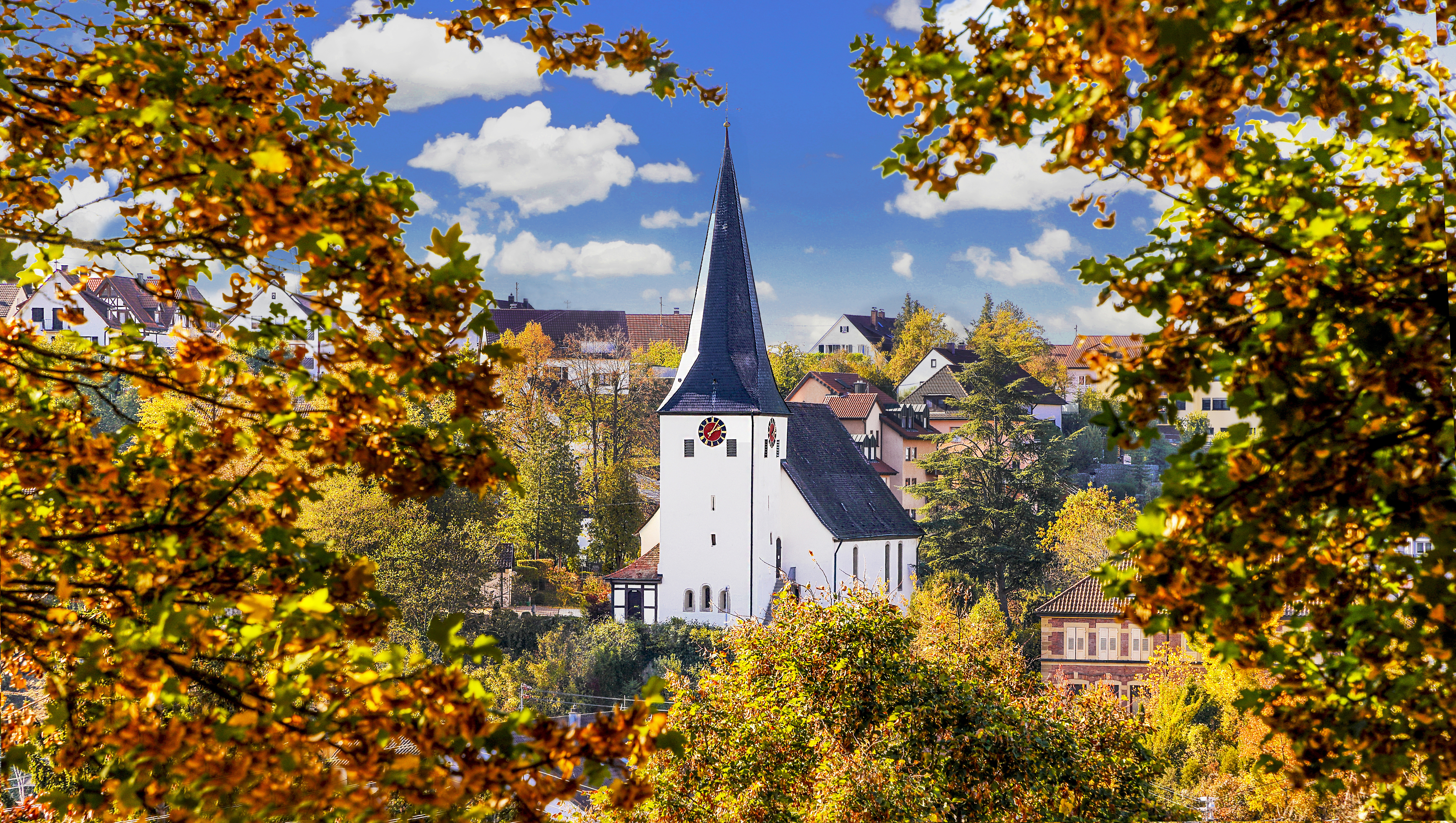
Evangelische Kilianskirche, rechts das ehemalige ev. Schulhaus

- Das Obere Schloss (auch Obere Burg) ist eine im Kern aus dem 12./13. Jahrhundert stammende Ganerbenburg, deren Besitz auf verschiedene Ganerben verteilt war. Eines der Wohngebäude der Anlage, das Schmidberg’sche Schlösschen war zeitweilig von Talheimer Juden bewohnt, die in der Anlage auch eine Synagoge errichteten, weswegen das Gebäude auch als Judenschloss bekannt war.
- Das Untere Schloss entstand in seiner heutigen Form im 18. Jahrhundert an der Stelle einer älteren Burganlage, die erstmals 1415 erwähnt wurde, aber aufgrund von erhaltenen romanischen Bauteilen wesentlich älter datiert wird.
- Das Schlossgut Ehrenberg geht auf die Güter der einstigen Burg Ehrenberg nahe dem Unteren Schloss zurück, die schon im 16. Jahrhundert aufgegeben war, beim Neubau des Unteren Schlosses vollends abgebrochen wurde und in dessen Schlosspark aufging.
- Die evangelische Kilianskirche ist die ursprüngliche Kirche des Ortes. Die ältesten Bauteile im Turm stammen wohl aus dem 11. Jahrhundert. Nach mehreren Umbauten erreichte das Bauwerk um 1450 seine heutige Größe und wurde auch danach noch vielfach umgestaltet. Die Kirche enthält Wandmalereien aus der Zeit der Gotik sowie zahlreiche Grabplatten der Herren von Talheim. Die auf einer Anhöhe gelegene Kirche bildete im Mittelalter ein wehrhaftes Ensemble, zu dem neben dem Friedhof und dem heute noch erhaltenen Zehnthaus(Baujahr 1605–1607[15]) außerdem ein Herrenhof sowie der Bürgerturm gehörten.

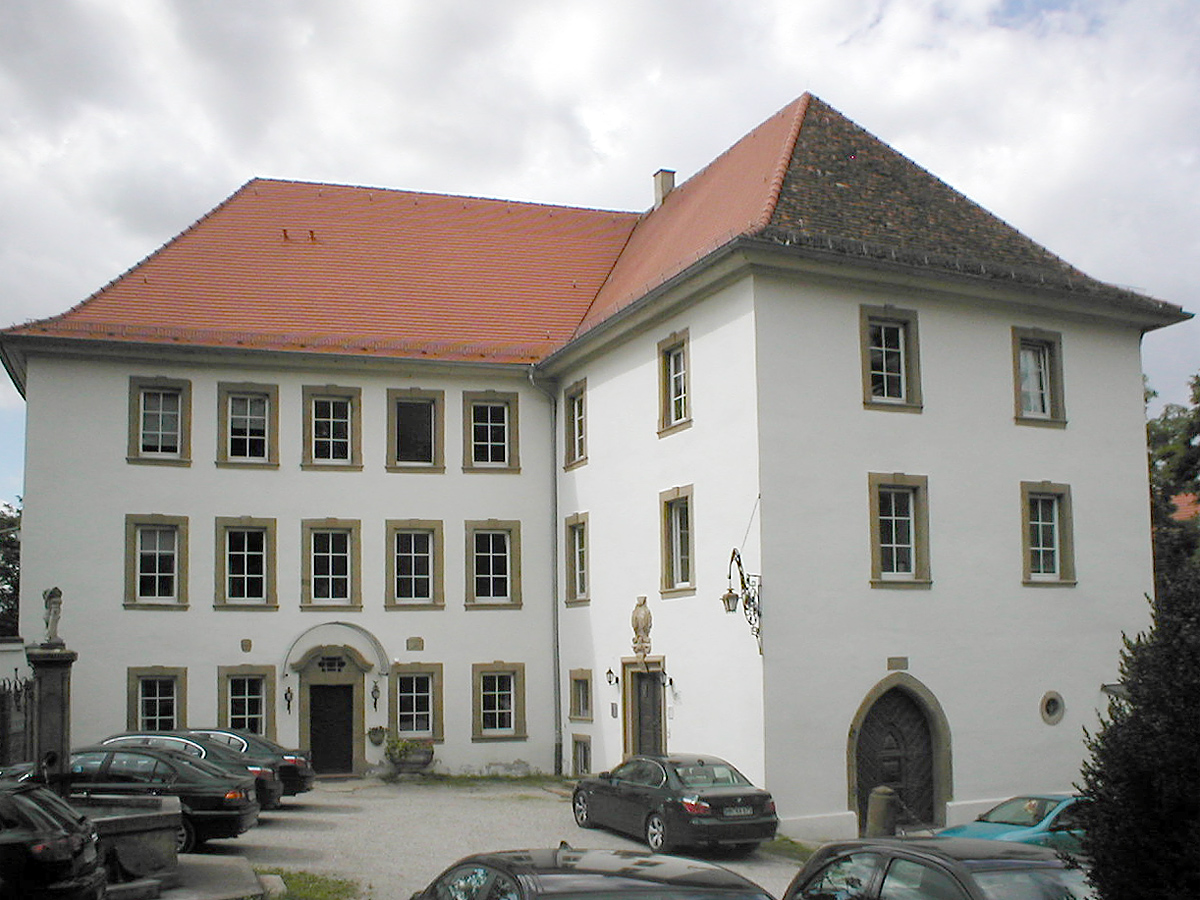
Unteres Schloss an der Sontheimer Straße
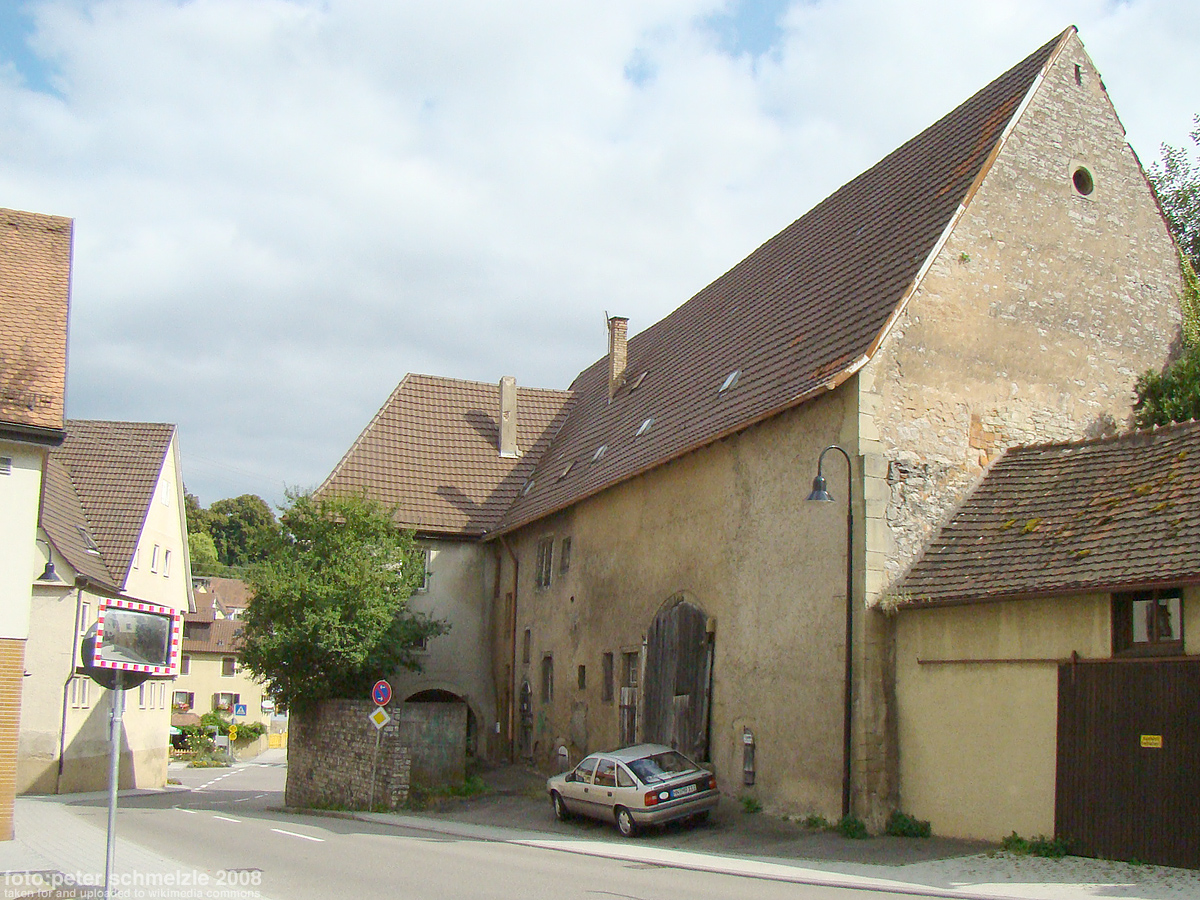
Zehnthaus
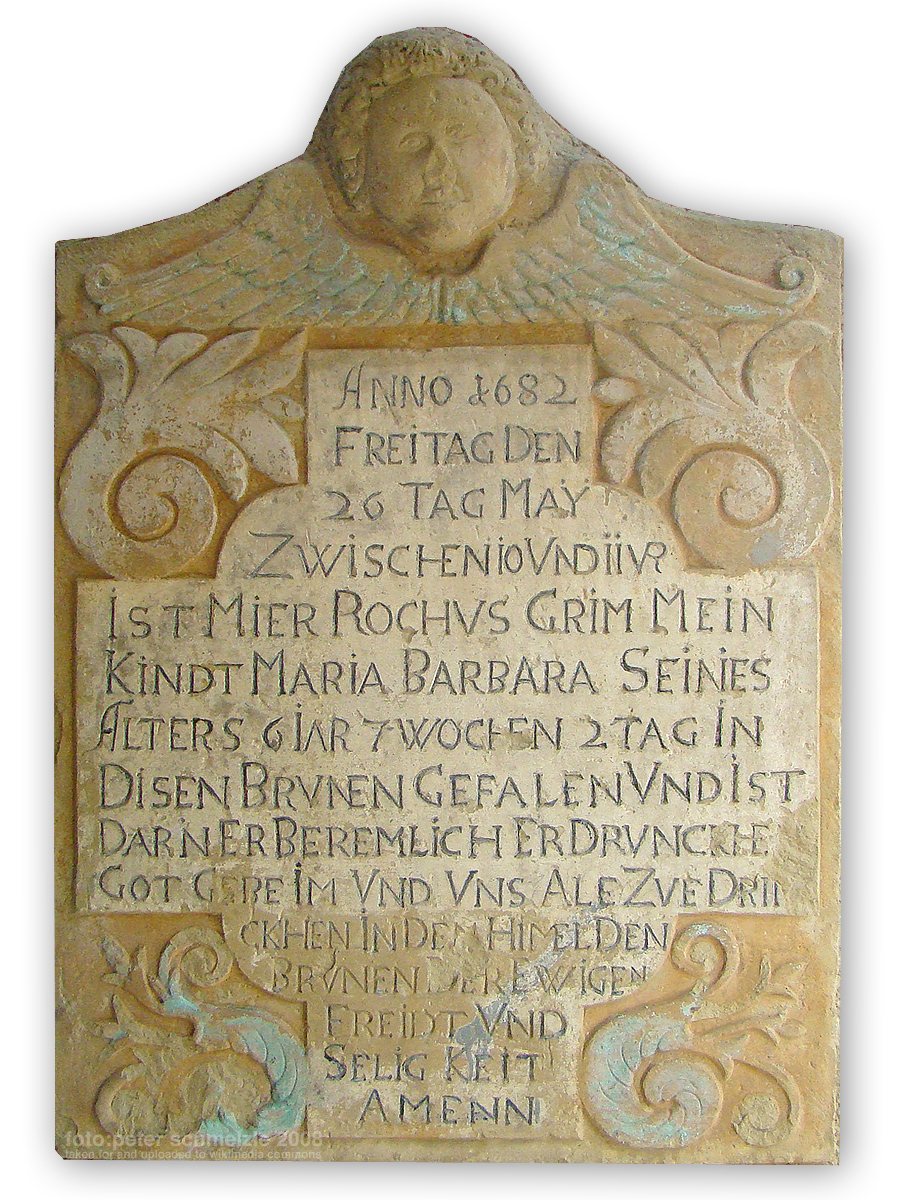
Brunnentafel

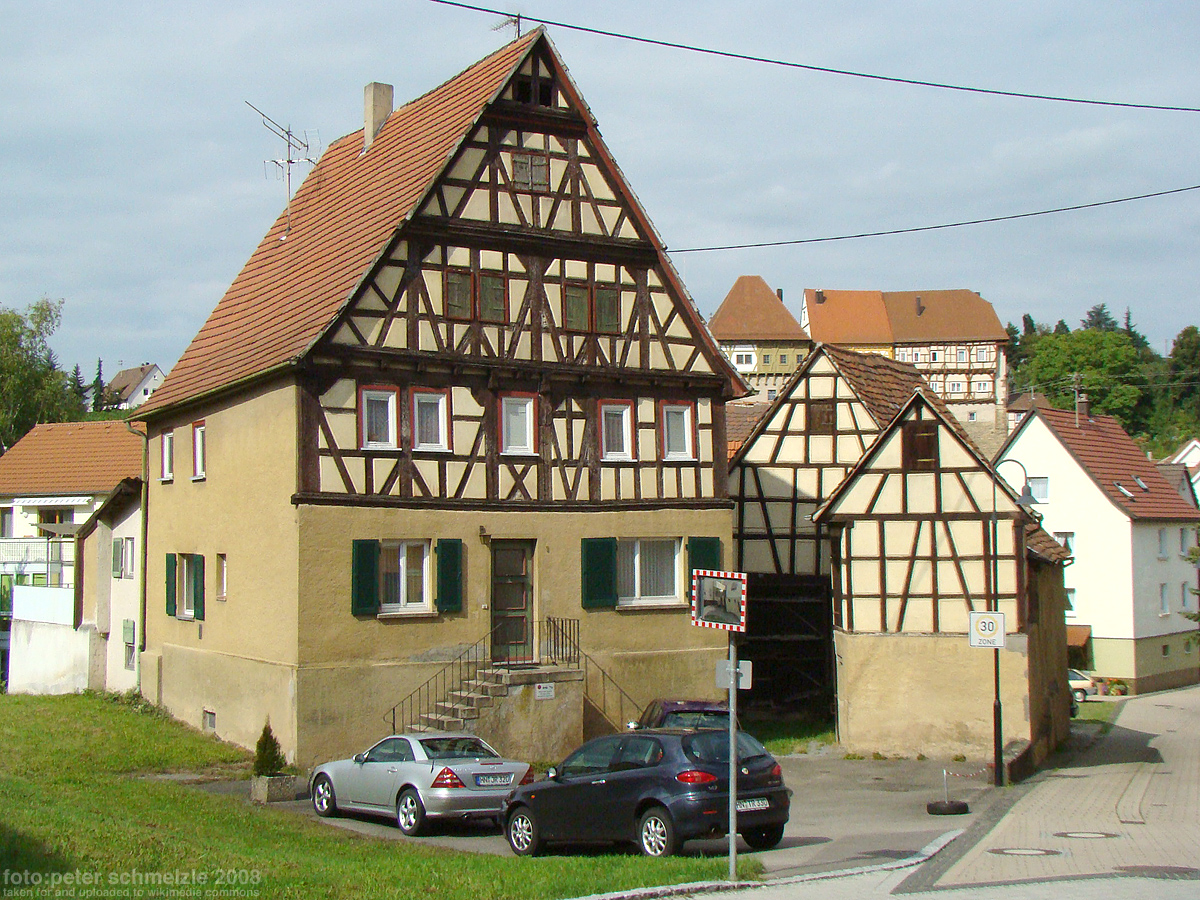
Fachwerkbau in der Zehentgasse

- Das alte evangelische Pfarramt geht auf das spätestens 1571 erbaute Lämlinhaus zurück, das der Deutsche Orden 1606 von einem Laemmlin erworben und zu einem Amtshaus umgebaut hatte. Nach 1806 stand es zuerst leer, ab 1811 war es evangelisches Pfarrhaus. Das Gebäude wurde 1883 bis auf wenige Teile abgerissen und neu aufgebaut. Das Evangelische Schulhaus wurde 1880 bei der evangelischen Kirche errichtet und ist heute Wohnhaus.
- Die katholische Wallfahrtskirche Unserer Lieben Frau wurde 1886/87 an der Stelle des früheren Lyherschlösschens errichtet, in dessen Oberstock seit 1659 der katholische Gottesdienst abgehalten worden war. Die Kirche hat einen Altar mit einer Madonnenstatue aus dem 14. Jahrhundert. Das gegenüberliegende katholische Pfarramt ist ein spätklassizistischer Bau von 1863. Das Ensemble wird vom 1893 errichteten Katholischen Schulhaus (heute Gemeindehaus) ergänzt.
- Die Ortsmitte von Talheim weist weitere historische Bauten auf, darunter mehrere Fachwerkbauten. Das Alte Rathaus von 1878 wurde 2001 zu Gunsten eines Parkplatzes abgerissen, da eine Renovierung nicht mehr praktikabel war.
- Das Rathaus des Ortes befindet sich im 1983 eingeweihten Dienstleistungszentrum in der Ortsmitte an der Stelle der alten Kelter. In der Ostfassade des Rathauses befindet sich ein Relief von Götz von Berlichingen, das von Karl Kerzinger für die 1940 erbaute Talheimer Gemeindehalle angefertigt wurde. Beim Abriss der Gemeindehalle 1975 wurde das Relief demontiert und später beim Bau des Rathauses in die Außenwand eingemauert.[16] Der Jahreszeitenbrunnen auf dem Rathausplatz wurde 1991 von Ursula Stock entworfen.
- Im Gemeindefriedhof befinden sich ein einst beim Rauhen Stich aufgestellter Bildstock aus dem frühen 16. Jahrhundert sowie das zuvor in der Ortsmitte befindliche Kriegerdenkmal. In der Brunnengasse ist eine historische Tafel von 1682 erhalten, die an ein im Brunnen ertrunkenes Kind erinnert.

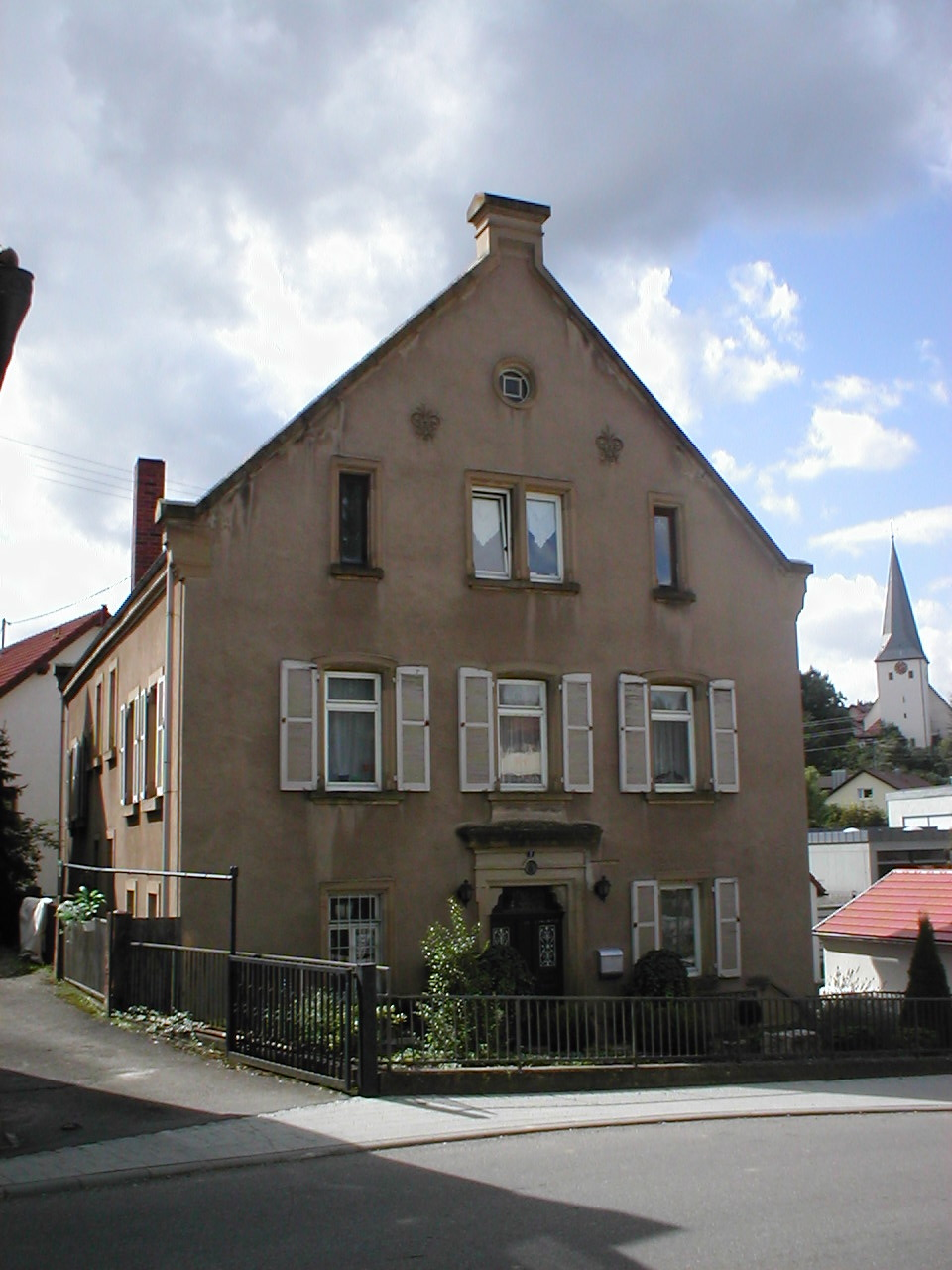
Evang. Pfarramt
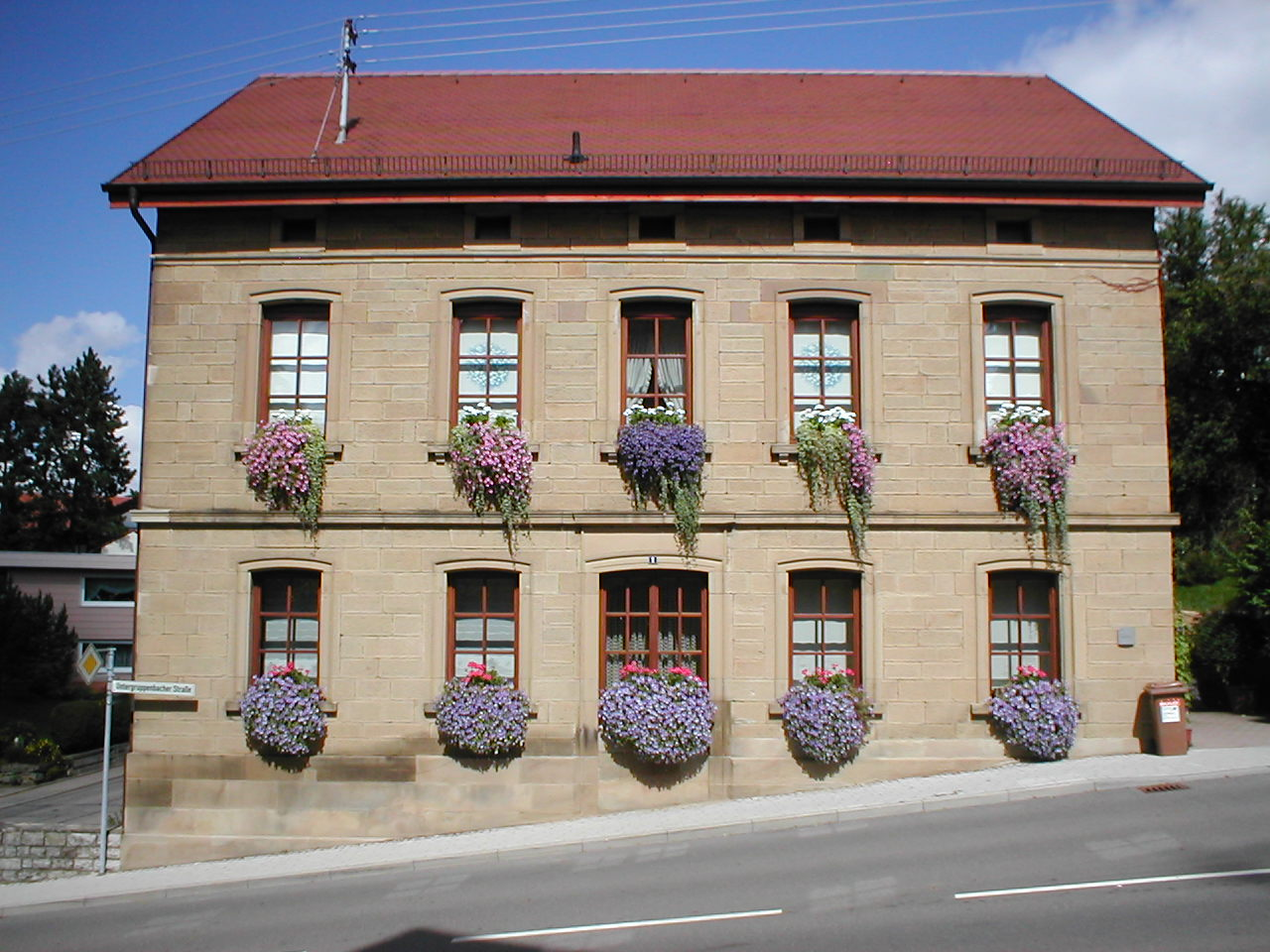
Kath. Pfarrhaus
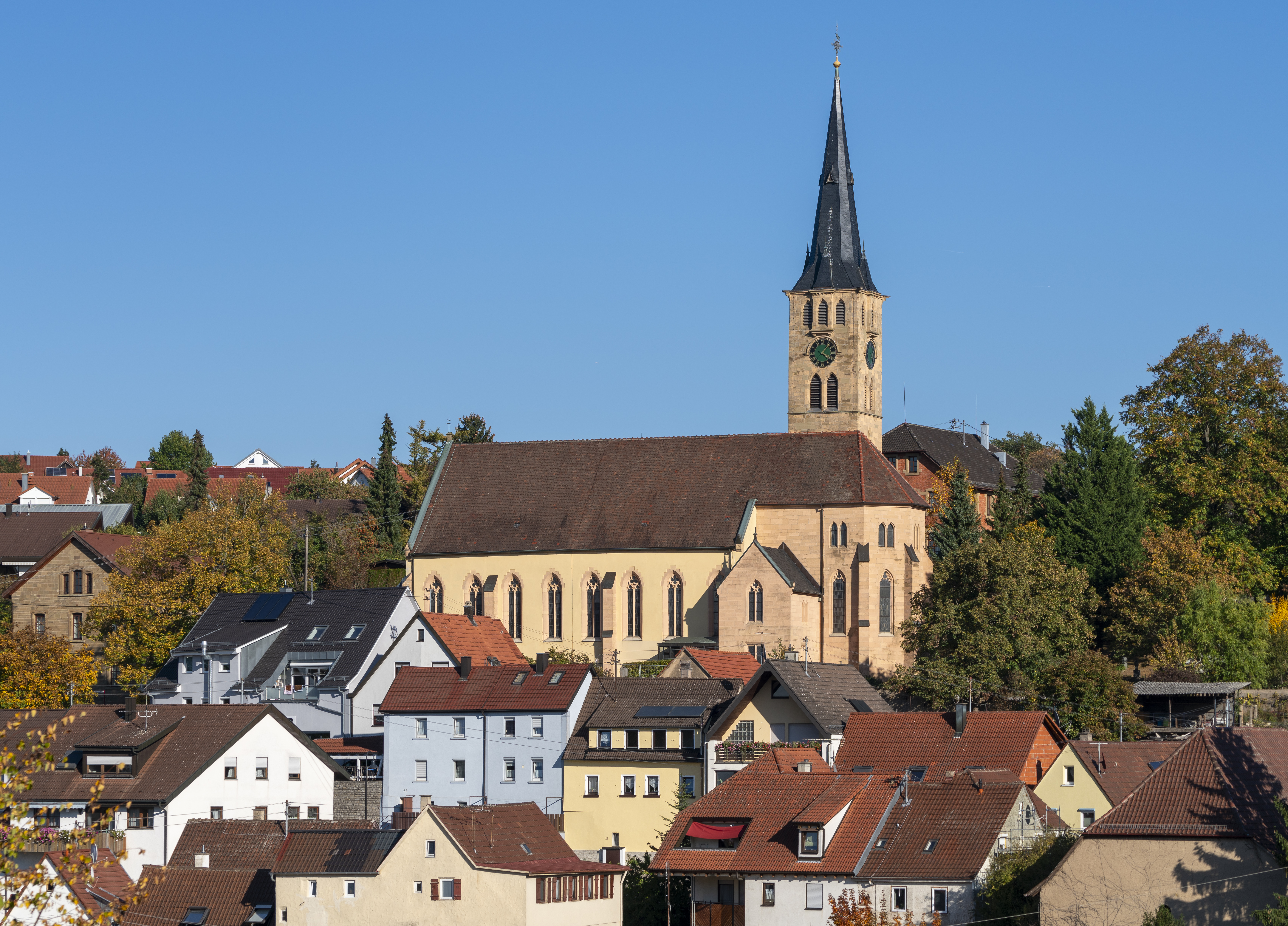
Katholische Kirche

### Regelmäßige Veranstaltungen
- Gassenfescht, ein von den Talheimer Vereinen alle zwei Jahre in den Sommermonaten veranstaltetes dreitägiges Fest in den Gassen Talheims
- Schlossberglauf, 10-km-Lauf durch Talheim im Rahmen des Gassenfestes
- Karnevalsumzug zur Faschingszeit, organisiert vom Talheimer Carnevalsverein (TCV)
- Heilbronn Open, siehe im Abschnitt Sport
- Haigern Live!, Musikfestival auf dem Haigern

## Wirtschaft und Infrastruktur

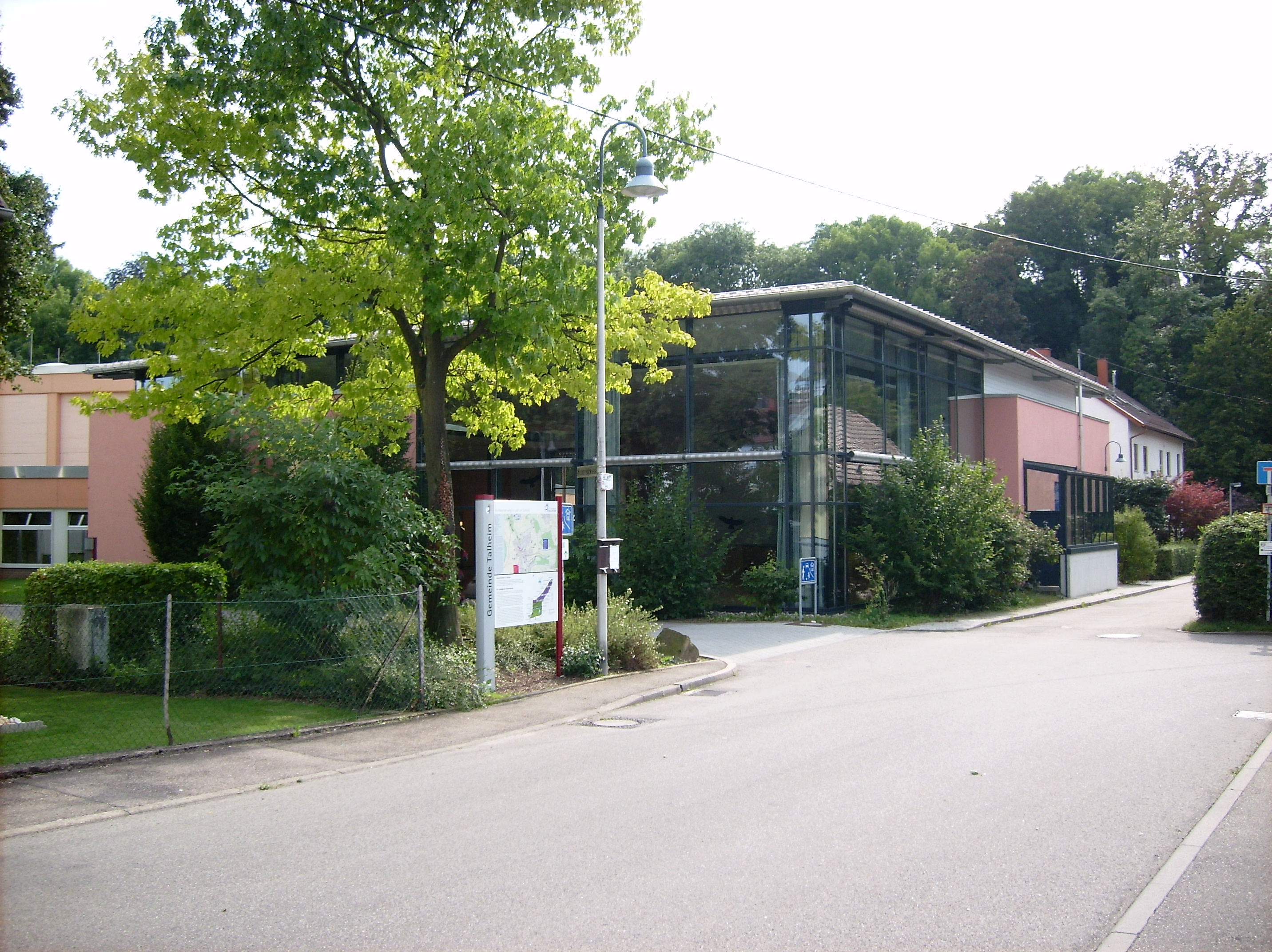
Kulturtreff Talheim

Neben diversen Industrieansiedlungen (darunter seit 2008 das Medizintechnikunternehmen Novalung) ist die Gemeinde vor allem für ihren Weinbau bekannt.

### Weinbau

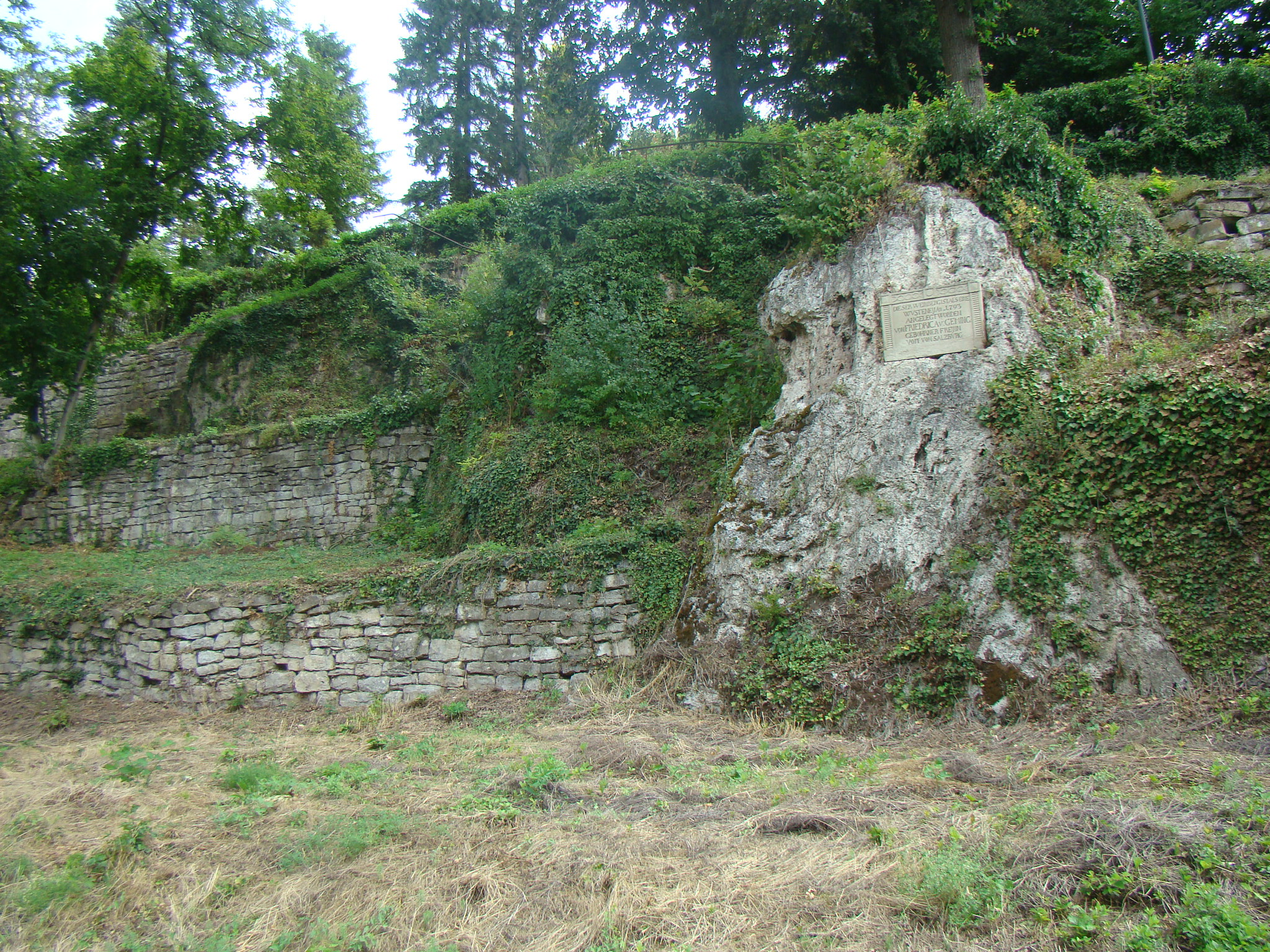
Alter Weinberg unterhalb des Unteren Schlosses

Die Weine werden überwiegend von den Weingärtnern Flein-Talheim vermarktet. Die Talheimer Lagen gehören zu den Großlagen Kirchenweinberg bzw. Staufenberg im Bereich Württembergisch Unterland des Weinbaugebietes Württemberg.
Die Württembergischen Weinköniginnen 1975/76 (Jutta Rothas) und 2004/05 (Andrea Schoch) kamen aus Talheim, das damit einer der wenigen Orte ist, die bereits zweimal die Württembergische Weinkönigin stellen konnten.

### Medien
Über das Geschehen in Talheim berichtet die Tageszeitung Heilbronner Stimme in ihrer Ausgabe SO, Süd-Ost. Zudem erscheint als Amtsblatt der Gemeinde jede Woche das Mitteilungsblatt Talheim.

### Öffentliche Einrichtungen
Im Südosten der Talheimer Gemarkung befindet sich die Staatsdomäne Hohrainhof, eine Außenstelle der Justizvollzugsanstalt Heilbronn für den offenen Vollzug.

### Bildung

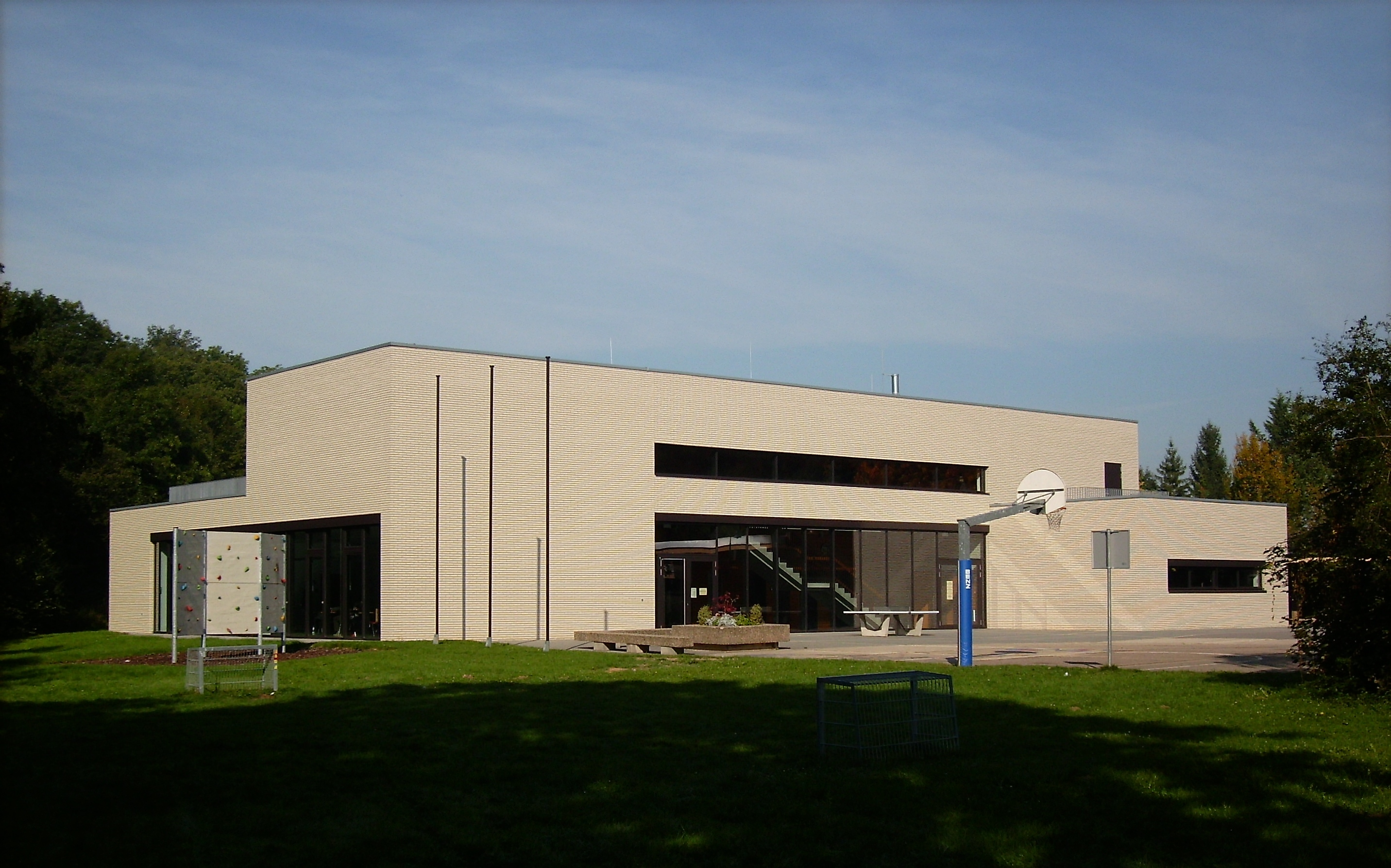
Grundschule Talheim

In Talheim gibt es eine Grundschule; die bis 2009 bestehende Hauptschule wurde aus Schülermangel zum Schuljahr 2009/10 – von wenigen vorübergehend noch verbleibenden Abschlussschülern abgesehen – abgeschafft.
Die Volkshochschule Unterland unterhält in Talheim eine Außenstelle.
Die Gemeindebücherei Talheim verfügt über einen Bestand von rund 11.500 Medien und knapp 800 regelmäßige Leser (Stand: 2017).

### Verkehr
Siehe auch: Liste der Straßen von Talheim
Die Bundesstraße 27 verläuft westlich des Ortskerns über Talheimer Gebiet und berührt das Gewerbegebiet Rauher Stich. Die Bundesautobahn 81 ist über Anschlussstellen in den Nachbargemeinden Ilsfeld und Untergruppenbach zu erreichen, die Bundesautobahn 6 über die B 27 und Neckartalstraße.
Geplant, aber verworfen wurde der Bau der Bundesautobahn 83. Sie sollte in den 1970er Jahren den Fernverkehr der parallel laufenden B 27 aufnehmen und von Lauffen am Neckar nach Blumberg führen. Dies hätte, in Verbindung mit der damals ebenfalls geplanten Verlängerung der BAB 45 bis Kirchheim unter Teck, das Autobahndreieck Lauffen zwischen Talheim und Lauffen nötig gemacht.

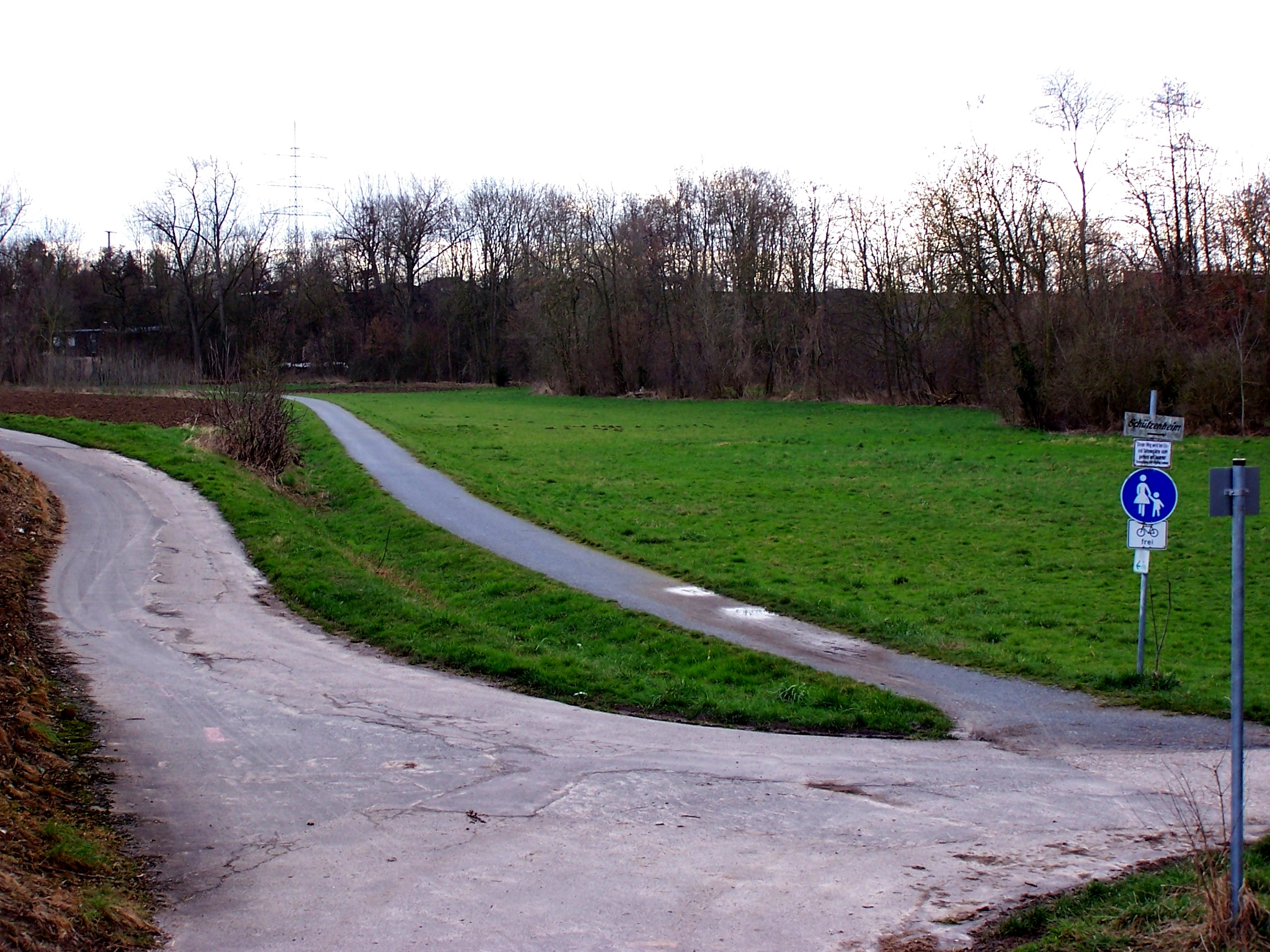
Radweg auf der ehemaligen Bottwartalbahn

Der nächste Bahnhof an der Strecke Heilbronn–Stuttgart liegt in Lauffen am Neckar. 1900 erreichte die Bottwartalbahn, die Schmalspurbahn von Marbach am Neckar nach Heilbronn-Süd, Talheim. Die Königlich Württembergischen Staats-Eisenbahnen erbauten das Bahnhofsgebäude als Einheitsbahnhof vom Typ IIa. Der Betrieb wurde 1966 im Personenverkehr und Ende 1968 im Güterverkehr eingestellt. Von Heilbronn aus verlief ein Dreischienengleis bis Talheim, über das die Deutsche Bundesbahn den Ort noch bis 1976 im Güterverkehr bediente.
Auf großen Teilen der ehemaligen Bahntrasse verlief nach Demontage der Gleise zwischenzeitlich der Alb-Neckar-Radweg (Eberbach–Ulm). Inzwischen verläuft dort der Württemberger Weinradweg, der zwar von Steinheim an der Murr über Oberstenfeld, Beilstein und Ilsfeld auf derselben Strecke verläuft, aber ab Talheim nicht weiter nach Heilbronn führt, sondern nach Lauffen am Neckar abzweigt. Insgesamt führt er von Rottenburg am Neckar nach Niederstetten.

## Sport

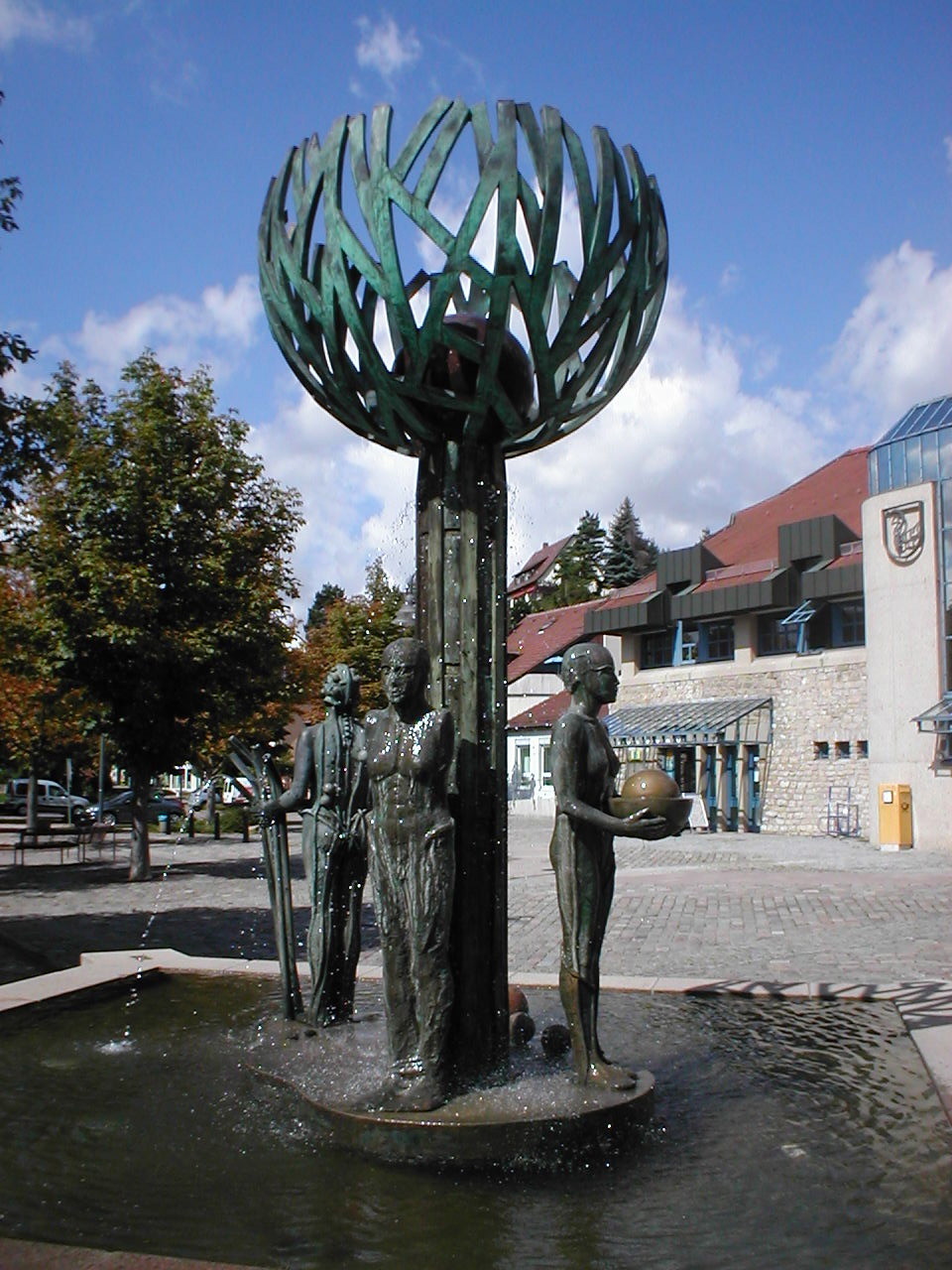
Jahreszeitenbrunnen von Ursula Stock, 1991

Am Talheimer Aussiedlerhof Talheimer Hof gibt es seit 2013 einen Golfplatz.

### TSV Talheim
Der zentrale Sportverein Talheims mit zahlreichen Abteilungen, darunter Schach, Taekwondo, Tischtennis und Volleyball ist der Turn- und Sportverein Talheim 1895 e. V.

### Heilbronn Open
Von 1984 bis 2014 fanden im Talheimer Tenniscenter im Industriegebiet Rauher Stich jedes Jahr die Heilbronn Open statt, ein Profiturnier der ATP Challenger Tour des Herrentennis.

## Persönlichkeiten

### Ehrenbürger
- 1901: Konstantin Frey[27] (* ca. 1830; † 25. Februar 1909), katholischer Pfarrer in Talheim
- 1963: Hanns Reeger (* 25. Februar 1883 in Kiel; † 7. Juni 1965), Maler, lebte und arbeitete in Talheim
- 1990: Robert Ehrenfried (* 9. Februar 1920 in Talheim; † 18. Juli 2015), Bürgermeister Talheims 1946–1977
- 2005: Hansjörg Apprich (* 24. Dezember 1944 in Schwäbisch Gmünd; † 14. Dezember 2016 in Mainz), Bürgermeister Talheims 1977–2002

### Söhne und Töchter der Gemeinde
- Johann Heinrich Orth (1653–1733), Bürgermeister von Heilbronn 1716 bis 1731
- Eugen Klöpfer (1886–1950), Schauspieler
- Otto Schmidt (1889–1946), Politiker
- Josef Lang (1920–2007), Priester und Missionar
- Klaus von Schubert (21. Februar 1941 – 14. Juni 1989), Politikwissenschaftler

### Persönlichkeiten, die mit dem Ort verbunden sind
- Julius Krais (1807–1878), evangelischer Pfarrer in Talheim von 1833 bis 1847
- Theodor Rothschild (1876/79–1944), Lehrer in der Jüdischen Gemeinde von 1894 bis 1896
- Christian Leichtle (1892–1949), Lehrer und Gründer der Volkshochschule Heilbronn
- Fritz Springer (1906–1981), Weinbautechniker und Heimatdichter
- Uli Eimüllner (* 1949), ehemaliger Fußballspieler, Gründer und Organisator der Heilbronn Open
- Ralph Hertwig (* 1963), Psychologe und Direktor am Max-Planck-Institut für Bildungsforschung in Berlin
- Steffen Hertwig (* 1969), Oberbürgermeister von Neckarsulm
- Tomislav Marić (* 1973), kroatischer Fußballtrainer und ehemaliger Nationalspieler